# Сычёв, Вениамин Андреевич
Вениамин Андреевич Сычёв — советский военный деятель и учёный, вице-адмирал (1961).

## Биография
Родился в 1914 году в селе Шалдеж. Член КПСС с 1935 года.
С 1933 года — на военной службе, общественной и политической работе. В 1933—1989 гг. — командир артиллерийской башни главного калибра, командир группы управления артогнем линкора «Октябрьская революция», командир артиллерийского дивизиона главного калибра крейсера «Петропавловск», участник Великой Отечественной войны, начальник разведывательного отделения оперативного отдела, начальник оперативного отдела Управления Береговой Обороны КБФ, начальник 4-го отделения отдела специальных приборов Народного Комиссариата ВМФ, помощник флагманского артиллериста Северного флота, уполномоченный морского отдела Советской военной администрации в Германии по Тюрингии, помощник Главного артиллериста Военно-Морских сил, заместитель начальника Артиллерийского управления ВМС, начальник Управления ракетного и артиллерийского вооружения Военно-Морского Флота, председатель Совета Ветеранов Краснознаменного Балтийского Флота.
Лауреат Государственной премии СССР (5 ноября 1986) — за работу в области специального машиностроения.
Умер в Ленинграде в 1989 году.